# Катаяма Хіросі
Хіросі Катаяма (яп. 片山洋, нар. 28 травня 1940, Токіо) — японський футболіст, що грав на позиції захисника.
Виступав за клуб «Міцубісі Хеві Індустріс», а також національну збірну Японії.

## Клубна кар'єра
У дорослому футболі дебютував 1963 року виступами за команду клубу «Міцубісі Хеві Індустріс», кольори якої і захищав протягом усієї своєї кар'єри гравця, що тривала десять років. 

## Виступи за збірну
У 1961 році дебютував в офіційних матчах у складі національної збірної Японії. Протягом кар'єри у національній команді, яка тривала 11 років, провів у формі головної команди країни лише 29 матчів.
Був учасником футбольного турніру на Олімпійських іграх 1964 року та футбольного турніру на Олімпійських іграх 1968 року, де японці стали бронзовими олімпійськими призерами.

## Титули і досягнення
- Бронзовий призер Азійських ігор: 1966
- Бронзовий олімпійський призер: 1968

## Статистика виступів

### Статистика клубних виступів
| Сезон | Команда                   | Чемпіонат | Чемпіонат | Чемпіонат |
| Сезон | Команда                   | Ліга      | Ігор      | Голів     |
| ----- | ------------------------- | --------- | --------- | --------- |
| 1965  | «Міцубісі Хеві Індустріс» | JSL       | 14        | 1         |
| 1966  | «Міцубісі Хеві Індустріс» | JSL       | 14        | 1         |
| 1967  | «Міцубісі Хеві Індустріс» | JSL       | 13        | 0         |
| 1968  | «Міцубісі Хеві Індустріс» | JSL       | 14        | 0         |
| 1969  | «Міцубісі Хеві Індустріс» | JSL       | 14        | 0         |
| 1970  | «Міцубісі Хеві Індустріс» | JSL       | 14        | 1         |
| 1971  | «Міцубісі Хеві Індустріс» | JSL       | 14        | 0         |
| 1972  | «Міцубісі Хеві Індустріс» | JSL1      | 10        | 0         |
|       | Усього                    |           | 107       | 3         |

### Статистика виступів у національній збірній
| Збірна Японії | Збірна Японії | Збірна Японії |
| Роки          | Ігри          | голи          |
| ------------- | ------------- | ------------- |
| 1961          | 4             | 0             |
| 1962          | 1             | 0             |
| 1963          | 5             | 0             |
| 1964          | 1             | 0             |
| 1965          | 4             | 0             |
| 1966          | 6             | 0             |
| 1967          | 5             | 0             |
| 1968          | 3             | 0             |
| 1969          | 4             | 0             |
| 1970          | 0             | 0             |
| 1971          | 5             | 0             |
| Усього        | 38            | 0             |